# Бабонино
Бабо́нино — деревня в Новосильском районе Орловской области. Входит в состав Хворостянского сельского поселения.

## География
Расположена на высоком левом берегу реки Колпна в 7 км от сельского административного центра Хворостянки.

## История
Письменно упомянута в Писцовой книге Новосильского уезда за 1646 год. Название происходит от фамилии владельца — Бабанин и на карте ПГМ (планов дач генерального межевания) конца XVIII века обозначена как Бабанина. В дальнейших документах упоминается как сельцо — наличие господского дома, которое относилось к Жердевскому приходу (село Жердево) Успенской церкви. Последними владельцами усадьбы перед революцией были помещики Гессель. В Советское время деревня была административным центром Бабонинского сельского совета депутатов. Сорок жителей деревни погибли и пропали без вести во время Великой Отечественной войны. Во время Курской битвы здесь находился передвижной полевой хирургический госпиталь № 5142. 

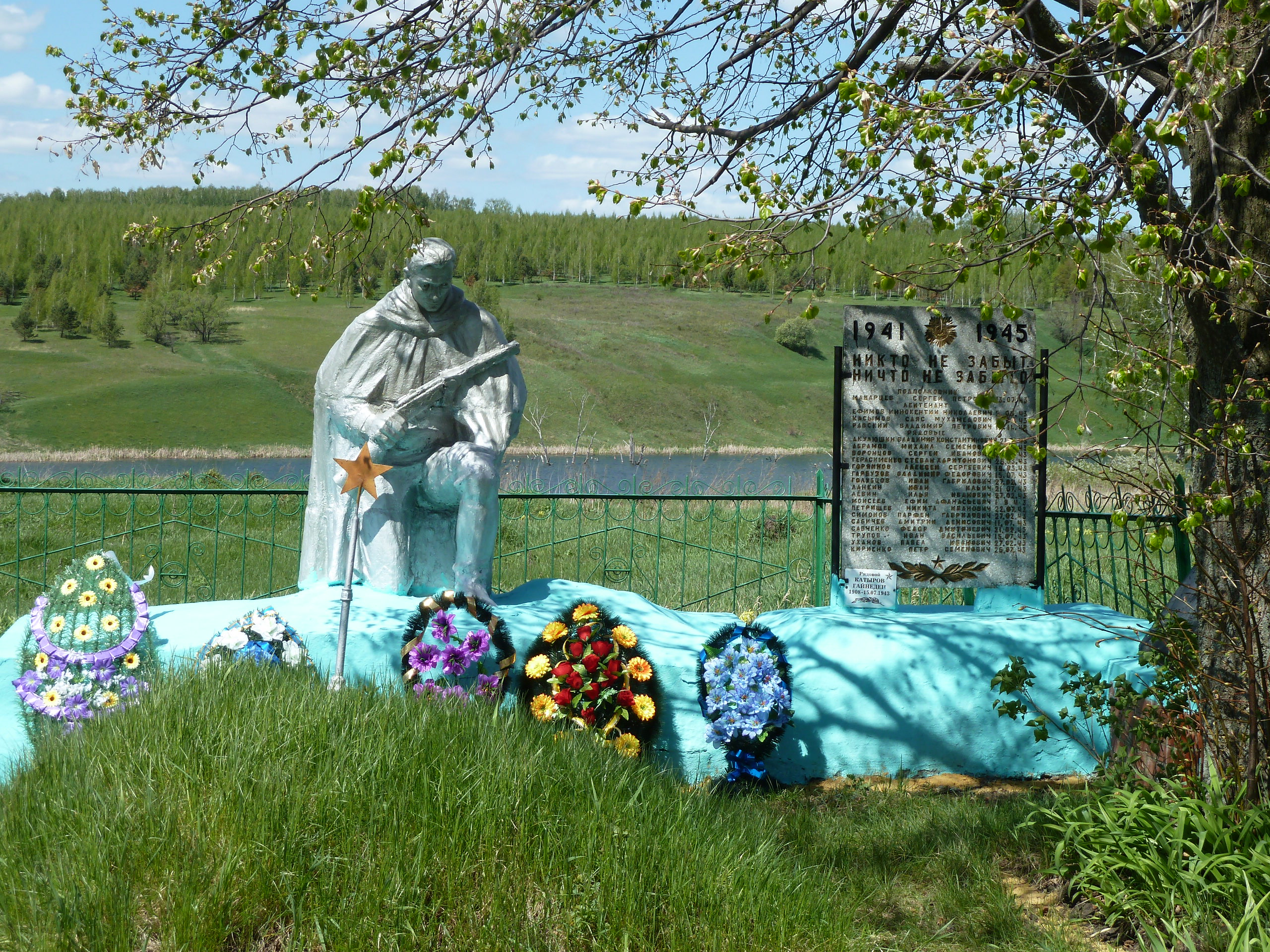
Братская могила погибших и умерших от ран в 1942—1943 гг. на восточной окраине деревни.
(Памятник истории. Код памятника: 5700494000. Решение облисполкома о постановке на государственную охрану № 33 от 27.01.1987)

.

## Население
| 1857 | 1859 | 1915 | 2010 |
| ---- | ---- | ---- | ---- |
| 328  | ↗363 | ↘358 | ↘0   |

В 1857 году в сельце числилось 328 человек крестьян помещичьих. В 1915 году — 358 человек и 39 дворов.